# Pam Grout
Pam Grout (1956) é uma jornalista e escritora de autoajuda e viagens best-seller norte-americana. Ela entrou para a lista de mais vendidos do The New York Times. Seu livro E-squared (2013) foi traduzido para 32 idiomas.

## Biografia
Pam Grout é uma jornalista freelancer. Ela começou sua carreira como redatora do jornal Kansas City Star. Ela escreve para a revista People, CNN, The Huffington Post e o blog de viagens George Clooney Slep There.
Ela mora em Lawrence, Kansas, com a filha, Tasman.

## Obras
- New & Improved: 25 Ways to Be More Creative & More Effective (1995)
- Treasure hunt: 10 stepping stones to a new and more confident you! (1995)
- Jumpstart Your Metabolism: How To Lose Weight By Changing The Way You Breathe (1998)
- Art and Soul: Ways to Free Your Creative Self (2000)
- Living Big: Embrace Your Passion and Leap Into an Extraordinary Life (2001)
- Kansas Curiosities: Quirky Characters, Roadside Oddities & Other Offbeat Stuff (2002)
- The Girlfriend Getaway Guide: You Go Girl! And I'll Go, Too (2003)
- God Doesn't Have Bad Hair Days (2005)
- Colorado Curiosities: Quirky Characters, Roadside Oddities & Other Offbeat Stuff (2006)
- The 100 Best Vacations to Enrich Your Life (2007)
- The 100 Best Worldwide Vacations to Enrich Your Life (2008)
- The 100 Best Volunteer Vacations to Enrich Your Life (2009)
- E-squared (2013) no Brasil: Energia ao Quadrado (HarperCollins Brasil, 2022)
- E-cubed (2014)
- Thank & Grow Rich: A 30-Day Experiment in Shameless Gratitude and Unabashed Joy (2016)
- The Course in Miracles Experiment: A Starter Kit for Rewiring Your Mind (and Therefore the World) (2020)